# 徳倉六兵衛

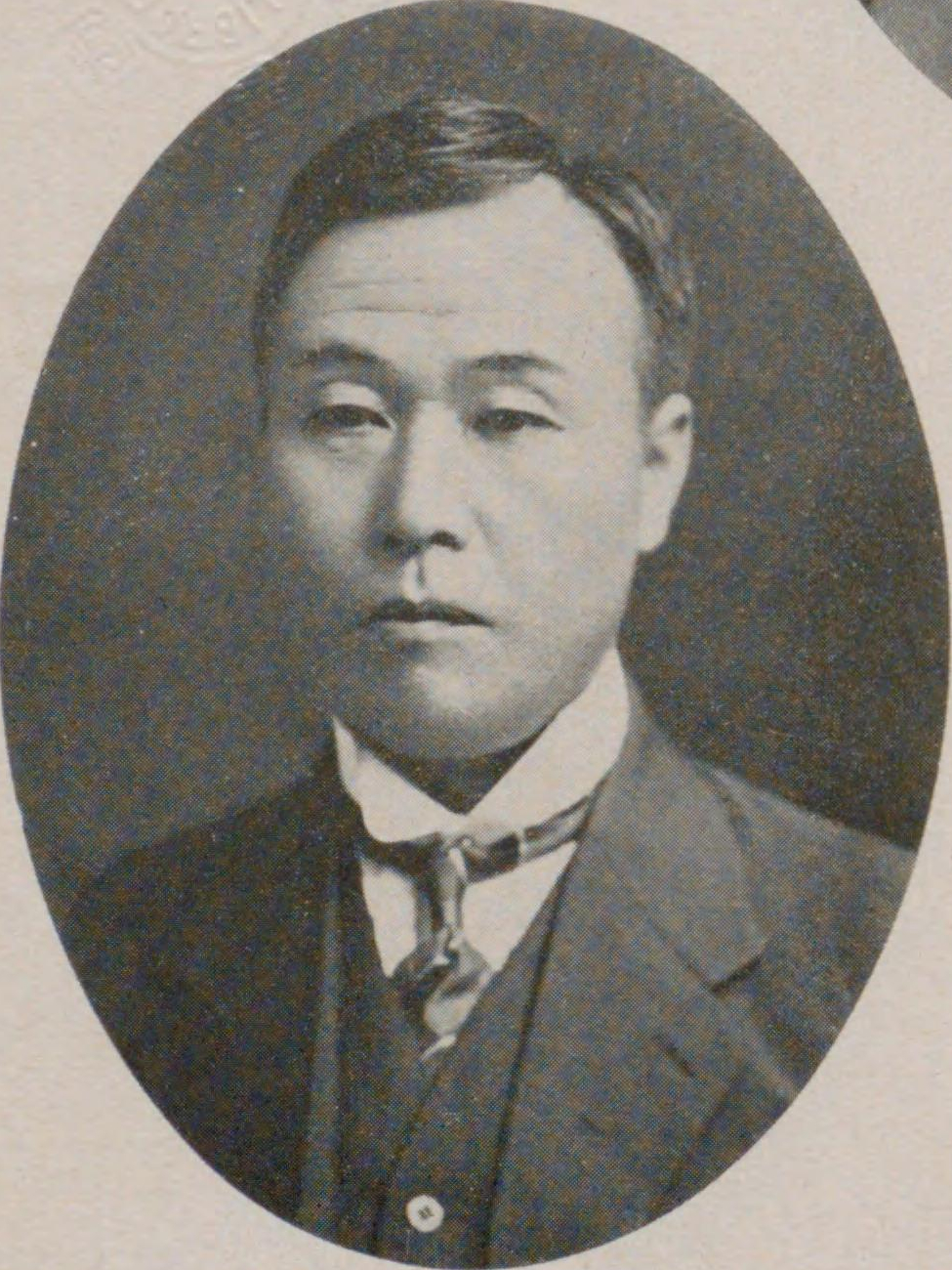
肖像写真

徳倉 六兵衛（とくくら ろくべえ、1865年4月8日（慶応元年3月13日） - 1927年（昭和2年）12月4日）は、日本の政治家。衆議院議員（1期）。

## 経歴
愛知県出身。漢学と普通学を学ぶ。衣崎村（のち一色町→西尾市）長、幡豆郡議会議員、同参事会員、愛知県会議員、同参事会員、愛知県水産組合会議員、愛知、三重両県水産連合会議員、幡豆郡所得税調査委員、西尾銀行、豊橋電気、四国水力電気、朝鮮実業、西尾製氷各(株)取締役、岐阜電気、丸岡繭糸各(株)監査役を務める。
1912年の第11回衆議院議員総選挙において愛知県郡部から立憲政友会公認で立候補して当選した。しかし、同年12月選挙法違反により、議員を失職した。1927年に死去した。